# 弗莱特尔
弗莱特尔（法語：Flêtre，法語發音：[flɛtʁ]）是法国上法兰西大区北部省的一个市镇，位于该省西北部，属于敦刻尔克区。

## 地理
弗莱特尔（50°45'12"N, 2°38'48"E）面积8.98 平方千米，位于法国上法蘭西大區北部省，该省份为法国最北部的省份及最长的省份，西北濒北海，西接加来海峡省，南至埃纳省和索姆省，东与比利时接壤。
与弗莱特尔接壤的市镇（或旧市镇、城区）包括：斯特拉泽勒、卡斯特尔、埃克、戈德瓦尔斯费尔德、梅特伦、普拉代勒。

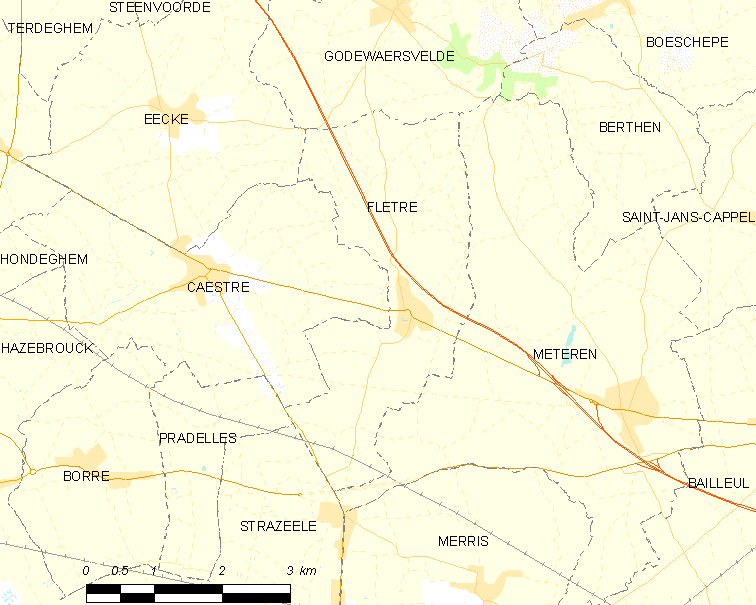
弗莱特尔的OSM定位图

弗莱特尔的时区为UTC+01:00、UTC+02:00（夏令时）。

## 行政
弗莱特尔的邮政编码为59270，INSEE市镇编码为59237。

## 政治
弗莱特尔所属的省级选区为巴约勒县。

## 人口

1962-2008年间弗莱特尔人口变化图示

弗莱特尔于2022年1月1日时的人口数量为946人。